# دبلیو قیفاووس
دبلیو قیفاووس یک ستاره است که در صورت فلکی قیفاووس قرار دارد.